# Hagunia
Hagunia o Hagunía (en árabe: الحكونية‎, en lenguas bereberes: ⵍⵃⴰⴳⵓⵏⵉⵢⴰ, en francés: El Haggounia) es una localidad y daira Sahara Occidental

## Historia
Hagunia fue tomada al asalto el 18 de febrero de 1958 por las fuerzas de la II Bandera de la Legión Española, varias unidades de Caballería y una Compañía de Paracaidistas del Ejército del Aire. Años más tarde fue construido un fuerte en esa ciudad, sustituido por otro más moderno posteriormente, protegido por una compañía de Tropas Nómadas.

## Hermanamientos
- Arbucias (España)
- Logroño (España)
- Vall de Uxó (España)
- El Campello (España)
- Zarauz (España)
- Albolote (España)